# Leo Neuschwang
Leo Christian Neuschwang, född 31 augusti 1907 i Köpenhamn, död 4 november 1986, var en dansk konstnär, målare och grafiker.

## Biografi
Leo Neuschwang var son till montören Johan Sofus Leonhardt Neuschwang och Erika Backhaussen. 
Han gick först på tekniska skolan men upptogs på konstakademin i Köpenhamn 1924 och studerade där till 1929 under Ejnar Nielsen, Kræsten Iversen och Aksel Jørgensen. Han utbildades därefter på grafiska skolan 1929-1931.
Eftersom han var mycket ung då han togs in på Konstakademien var hans måleri först något osäkert och sökande. Han växlade mellan naturalism, expressionism och modernism, innan han blev mer säker i sitt uttryck, vilket kan ses i en rad naturalistiska porträtt, figurkompositioner och koloristiska järnvägsmålningar. 
Kända arbeten är: Jernbanetog paa Vinterbanegaarden (1933), Violoncelspilleren (1934), Selvportræt med Cello (1940), Graa Nonner paa Gaden (1946), Jernbanetog ved Dybbølsbroen (Gipsrelief, 1947). Han har dekorerat Odd Fellowlogen i Helsingør och Fanø Navigationsskola. Han startade en målarskola 1934. Neuschwang gjorde resor till Sverige  1926, till Schweiz och Italien 1931, och till Frankrike 1949. Han gifte sig 1945 i Köpenhamn med Vera Adéle Ellinor Frisenfeldt, född 1917 i Köpenhamn.
På 1950-talet gjorde han sig känd för en mängd fresker i mindre format. Han uppskattade de möjligheter som fanns att arbeta med färg i fresker, och speciellt intresserade han sig för kalla grå och blå färger. Hans stora säkerhet och förmåga att återge detaljer med precision avspeglar sig i en rad etsningar och teckningar.